# Benechinus armatus
Benechinus armatus är en kräftdjursart som beskrevs av Gustav Budde-Lund 1910. Benechinus armatus ingår i släktet Benechinus och familjen Eubelidae. Inga underarter finns listade i Catalogue of Life.